# Parafia Świętych Apostołów Szymona i Judy Tadeusza w Brzostówce
Parafia św. Apostołów Szymona i Judy Tadeusza w Brzostówce – parafia rzymskokatolicka w Brzostówce.
Parafia erygowana w 1931 potem zamknięta i wznowiona na nowo w 1981 roku. Obecny kościół parafialny murowany, wybudowany w latach 1980-1981 dzięki staraniom ks. Romana Sawczuka.
Parafia obejmuje Brzostówkę i Wólkę Zawieprzycką.